# Luiz Carlos Uchôa Junqueira
Luiz Carlos Uchôa Junqueira OMC (São Paulo, 5 de agosto de 1920 – Poços de Caldas, 6 de outubro de 2006) foi um médico, pesquisador e professor universitário brasileiro. 
Comendador da Ordem Nacional do Mérito Científico e membro da Academia Brasileira de Ciências, Luiz Carlos se destacou por seu trabalho como professor da Faculdade de Medicina da Universidade de São Paulo (USP) e como primeiro presidente da Fundação Carlos Chagas. Foi professor emérito da Faculdade de Medicina e do Instituto de Ciências Biomédicas da USP e autor de seis livros didáticos. 
Ficou conhecido por ter colaborado intensamente com as intervenções da ditadura militar na USP, e por ter delatado ou acusado diversos colegas.

## Biografia
Desde cedo em sua infância demonstrou interesse em biologia, acentuadamente após ter recebido seu primeiro microscópio com jogo de lâminas quando seu pai retornou de viagem que fizera para a França. Admitido como aluno de medicina na Faculdade de Medicina da Universidade de São Paulo (FMUSP), ao se formar em 1946, iniciou profícua vida acadêmica. Logo após sua formatura, fez curso de especialização em Biologia Marinha nos Estados Unidos, tendo aula com diversos mestres que receberam o prêmio Nobel. 
Concluiu o doutoramento, orientado por E. De Robertis, Universidade de Buenos Aires, e logo a seguir, livre-docência (em 1948). Aprovado em concurso para professor catedrático em Histologia e Embriologia em 1948, sendo um dos catedráticos mais novos na Universidade – 28 anos de idade. Devido a pouca idade, houve reticência da reitoria da Universidade, tomou posse a contra-gosto da Reitoria, por intermédio do Prof. Renato Locchi. Fez pós-doutorado como bolsista da Fundação Rockefeller, nos Estados Unidos, entre 1949 e 1950.
Estruturou o laboratório de histologia nas instalações da FMUSP conseguindo captação de recusos no exterior - inédito até então. Em suas instalações, formaram-se inúmeros mestres e doutores, alavancando a pesquisa cientifica na FMUSP.
Com a reestruturação acadêmica da Universidade de São Paulo, ocorrida em 1969, foi transferido para o recém criado Instituto de Ciências Biomédicas, local onde exerceu suas atividades docentes até sua aposentadoria.
Manteve, contudo, intensa colaboração científica com a FMUSP, cujos trabalhos pioneiros em matriz extracelular culminaram com a descoberta da maturação do colo uterino durante o trabalho de parto (um dos trabalhos científicos brasileiro com maior índice de impacto na literatura cientifica internacional) bem como a descoberta de corante específico para fibras colágenas.
Foi o primeiro presidente da Fundação Carlos Chagas, vice-presidente do IBECC-FUNBEC, e fundador e primeiro presidente da Sociedade Brasileira de Biologia Celular em 1980. Autor de 6 livros didáticos, um dos quais, "Histologia Básica" , publicado em colaboração com José Carneiro, é adotado na Harvard e na Stanford University e é o mais utilizado nos Estados Unidos da América, tendo sido traduzido em 17 línguas. Foi ainda Research Associate da Universidade de Chicago em 1949 e Honorary Research Associate da Universidade de Harvard em 1975.
Em sua aposentadoria, tinha estruturado em seu domicílio em Poços de Caldas, um laboratório em que continuava seus estudos; desenvolveu cortes histológicos em resina, culminando com preparados com espessura de 2 micra, revolucionando o estudo da histologia pela intensidade das cores. Costumava anualmente ser convidado para ministrar aula de medula óssea na Escola de Medicina Harvard, por seu profundo conhecimento e didática. Tinha grande preocupação com a didática; apesar de seu grande conhecimento geral e científico, repudiava o conhecimento enciclopédico, razão pela qual elaborou, como uma de suas últimas obras o livro de histologia aplicada, privilegiando a clareza e a didática.

## Morte
Luiz Carlos faleceu no dia 6 de outubro de 2006, em Poços de Caldas, aos 86 anos de idade.

## Envolvimento com a ditadura militar
Segundo diversos acadêmicos que foram colegas de Junqueira na FMUSP, dentre eles os também renomados professores Thomas Maak e Michel Rabinovich, Junqueira foi responsável por delatar e oferecer falsas denúncias contra diversos colegas. Muitos desses colegas foram presos e se viram obrigados ao exílio, inclusive nos Estados Unidos, onde foram admitidos como professores de renomadas universidades. Segundo Michel Rabinovitch, no período em que lecionou nos Estados Unidos o FBI o investigou com base em uma denúncia oferecido por Junqueira.
A demissão em massa de pesquisadores e professores que trabalhavam na FMUSP, durante a ditadura, muitos deles de qualidade internacional, é considerada a principal causa da decadência dessa escola em termos de prestígio, qualidade e produção acadêmica.

## Pesquisas
- Matriz extracelular
- Histologia de anfíbios e répteis brasileiros
- Secreção celular
- Transporte intracelular

## Títulos
- Médico - Universidade de São Paulo, USP - 1946
- Doutor - USP
- Professor catedrático - Faculdade de Medicina da USP - 1948
- Pós-doc - Fundaçã Rockefeller, EUA, 1949/1950
- Honorary Research Associate - Universidade de Harvard - 1968
- Professor titular - Instituto de Ciências Biomédicas da USP - 1986
- Professor emérito - Faculdade de Medicina da USP - 1990
- Professor emérito - Instituto de Ciências Biomédicas da USP - 1990

## Prêmios e condecorações

### Condecorações
- Comendador da Ordem Nacional do Mérito Científico - Presidente da República do Brasil - Junho de 1995

### Prêmios
- 1º Prêmio de Fotografia sobre matriz celular - 3ª SIMEC - 1994

## Publicações Selecionadas
- JUNQUEIRA, L. C. U., VIGNOLAS, G. and BRENTANI, R. R. 1979. Picrosirius staining plus polarization microscopy, a specific method for collagen detection in tissue section. Histochemical Journal., vol. 11, p. 447-455.
- JUNQUEIRA, L. C. U., ZUGAIB, Z., MONTES, G. S., TOLEDO, O. M. S., KRISZTÁN, R. M. and SHIGIHARA, K. M. 1980. Morphologic and histochemical evidence for occurrence of collagenolsys and for the role of neutrophilic polymorphonuclear leukocytes during cervical dilation. Am. Jour. Obstet. Gynecol., vol. 138, p. 273-281.
- MONTES, G. S., COTTA-PEREIRA, G. and JUNQUEIRA, L. C. U. 1984. The connective tissue matrix of the vertebrate peripheral nervous system. In Advances in Cellular Neurobiology., Academic Press. vol. 5, p. 177-217.
- MONTES, G. S., BEZERRA, M. S. F. and JUNQUEIRA, L. C. U. 1994. Collagen distribution in tissues. In MOTTA, P. M. and RUGGERI, A. Ultrastructure of the Connective Tissue Matrix., p. 65-88.
- JUNQUEIRA, L. C. U. and CARNEIRO, J. 1995. Basic Histology. 8ª ed. Appleton e Lange.
- JUNQUEIRA, L. C. U. 2005. Biologia Estrutural dos Tecidos Histologia  com CD- Rom. Guanabara Koogan